# Montoneros
Il Movimento Peronista Montonero (in spagnolo Movimiento Peronista Montonero), più semplicemente conosciuto come Montoneros, è stata un'organizzazione guerrigliera argentina peronista di sinistra.
Operò negli anni settanta del XX secolo inizialmente con lo scopo di contrastare il governo autoritario della cosiddetta "Revolución Argentina" e favorire il ritorno al potere di Juan Domingo Perón. A partire dal 1974 tuttavia il movimento montonero entrò in conflitto con l'ala conservatrice peronista rappresentata dal governo di Isabelita Perón; infine, a partire dal colpo di Stato del 24 marzo 1976, i Montoneros combatterono la brutale dittatura militare instaurata in Argentina dalla giunta del generale Jorge Rafael Videla.
Pur cercando di contrastare la repressione scatenata dal potere militare e di ribattere colpo su colpo, il movimento montonero fu messo in grave difficoltà negli anni della dittatura; migliaia di suoi aderenti furono uccisi, arrestati, torturati o divennero desaparecidos. I montoneros cessarono quasi completamente la loro attività tra il 1979 ed il 1980.

## Origini e ideologia del gruppo
Il movimento andò formandosi tra gli anni sessanta e settanta per iniziativa di studenti di orientamento peronista, cattolico e nazionalista. I militanti fondatori furono Juan García Elorrio e la compagna Casiana Ahumada della rivista Cristianismo y Revolución; José Sabino Navarro proveniente dalla Juventud obrera católica; Mario Firmenich e Carlos Gustavo Ramus della Juventul estudiantil católica. Altri attivisti che confluirono nel movimento fin dall'inizio furono Fernando Luis Abal Medina che proveniva originariamente dal Tacuara, un'organizzazione ispirata alla Falange Spagnola, e che fu l'ispiratore del nome "Montoneros"; Emilio Maza che dirigeva l'organizzazione a Córdoba e divenne il capo operativo militare del gruppo, e Fred Mario Ernst, attivo in Argentina
Questi personaggi auspicavano un ritorno di Juan Domingo Perón dall'esilio ed una nuova politica che avrebbe dovuto vertere sull'indipendenza dagli Stati Uniti, sull'equità sociale, il populismo e su una forma di socialismo nazionalista. Si proclamarono una "avanguardia armata nazionalista, cattolica e peronista". La prima effettiva cellula montonera fu il Comando Camilo Torres che sorse nel 1967 dall'aggregazione al gruppo originario di Abal Medina, Firmenich e Ramus di militanti legati a Sabino Navarro.
Dalla fine degli anni sessanta il movimento ebbe una netta evoluzione verso il cosiddetto "peronismo rivoluzionario", caratterizzato dall'antimperialismo e dal populismo con una commistione, piuttosto contraddittoria, tra elementi del marxismo latinoamericano di tipo guevarista e forti influenze cattoliche del cosiddetto Movimiento de Sacerdotes para el Tercer Mundo. Effettivamente alcuni militanti, tra cui Abal Medina, Firmenich e Ramos, decisero il passaggio all'organizzazione armata dopo aver studiato al Colegio Nacional Buenos Aires dove il sacerdote terzomondista Carlos Mugica era il rappresentante della Juventul estudiantil católica.
Il movimento peronista poté consolidarsi e ampliare il numero e la qualità dei suoi militanti anche con l'apporto di membri di altre organizzazioni formatesi in Argentina negli stessi anni. Nel 1970 sorsero i cosiddetti Descamisados, originati da giovani radicali appartenenti alla Democracia Cristiana; fecero parte dei Descamisados e si aggregarono più tardi ai Montoneros Horacio Mendizábal, Dardo Cabo, famoso per aver partecipato nel 1966 all'"operazione Condor", l'occupazione simbolica delle isole Malvine (isole Falkland); Norberto Habegger, Fernando Saavedra Lamas. Nel 1974 confluirono nei Montoneros anche le FAR (Fuerzas Armadas Revolucionarias) originate nel 1967 da elementi disparati proventi sia dall'area marxista, sia dall'area peronista e cristiana radicale; militanti importanti delle FAR che svolsero un ruolo importante anche nei Montoneros furono Roberto Quieto, Marcos Osatinsky, Julio Roqué, María Antonia Berger e Antonio Camps.

## Prime azioni di lotta armata
Il 29 maggio 1970 il movimento montoneros raggiunse la notorietà internazionale quando un gruppo armato di militanti travestiti da ufficiali dell'esercito sequestrarono il generale Pedro Eugenio Aramburu, uno dei capi della dittatura militare che nel 1955 aveva rovesciato il governo peronista, e lo assassinarono il 1º giugno, dopo averlo dichiarato colpevole di tradimento in un "processo rivoluzionario". Il clamoroso sequestro suscitò grande impressione in Argentina; i resti del generale furono abbandonati nella fattoria "La Celma" nei pressi di Timote; le forze di sicurezza organizzarono vaste ricerche per arrestare o eliminare i colpevoli, vennero diffuse le foto dei presunti autori del delitto: Abal Medina, Ramus, Norma Arrostito, Carlos Capuano Martínez, Mario Firmenich.
Nel mese di giugno i montoneros ritornarono in azione con l'assalto e l'occupazione della località di La Calera, nella provincia di Córdoba; l'operazione non raggiunse grandi risultati e inoltre il contrattacco delle forze militari provocò vittime tra i militanti, cadde anche Emilio Maza che aveva guidato l'assalto. In realtà l'azione repressiva delle forze dell'ordine, dopo la sorpresa iniziale, fu efficace ed entro la fine del 1970 i militanti montoneros ancora attivi erano solo poche decine. Dopo numerosi arresti successivi all'assalto a La Calera, la polizia riuscì ad individuare e uccidere dopo uno scontro a fuoco i due capi più importanti dei montoneros Fernando Luis Abal Medina e Gustavo Ramos, sorpresi nella pizzeria "La Rueda" a William Morris, nella provincia di Buenos Aires. Il successore di Abal Medina fu José Sabino Navarro che cercò di rinforzare l'organizzazione prima di venire a sua volta ucciso a Córdoba alla fine del 1971. 
I montoneros rapirono persone legate alla dittatura e collaborazionisti ma anche uomini d'affari stranieri, al fine di ottenerne riscatti in danaro per finanziarsi. Dal rapimento di un manager della Exxon ricaveranno alcuni milioni di dollari.

## Rapporti con Perón
Juan Domingo Perón, recatosi in esilio nella Spagna franchista, aveva abbandonato i suoi propositi populisti e neosocialisti, avvicinandosi molto di più alla destra, anche se di certo in maniera slegata dagli Stati Uniti e dalle dinamiche della guerra fredda. Dalla Spagna, Perón esaltava le gesta del movimento montonero, costituito dall'ala sinistra dei suoi sostenitori, i quali speravano ancora che dopo il suo rientro in Argentina avrebbe messo la nazione sulla strada per la costruzione di una "Patria Socialista".

### Il sequestro dei fratelli Born
Juan e Jorge Born, titolari di una grandissima azienda esportatrice di cereali, furono sequestrati dai Montoneros, i quali riuscirono ad ottenere un riscatto di 60 milioni di dollari per la loro liberazione.
Il denaro ottenuto fu portato in parte a Cuba, ma vi sono controversie e lati oscuri sulla destinazione di tale patrimonio.

### La svolta: il massacro di Ezeiza
Dopo la vittoria, avvenuta l'11 marzo 1973, dal movimento peronista denominato Fronte Giustizialista di Liberazione (costituito dal Partito Giustizialista, dal Partito Conservatore Popolare e dal Partito Socialista Unificato), il nuovo presidente Héctor José Cámpora, dirigente peronista legato alle correnti di sinistra del movimento, organizzò finalmente il ritorno di Juan Perón in Argentina, che avvenne nel giugno 1973. Il movimento peronista in realtà era già dilaniato da dissidi e lotte interne tra la componente di sinistra, sostenuta dal gruppo armato montonero e quella di destra, ostile alle istanze di radicale riforma economico-sociale.
Circa 3 milioni di sostenitori di Juan Domingo Perón si radunarono presso l'aeroporto di Ezeiza per attendere l'arrivo in aereo del loro leader, dopo 18 anni di esilio in Spagna. Alcuni cecchini spararono sulla folla inerme radunata all'aeroporto e 13 persone vennero uccise. Si delineò presto una marcata e definitiva cesura tra il peronismo di sinistra (i Montoneros, la chiesa cattolica militante e terzomondista e tutte quelle organizzazioni che avevano combattuto per riportare Perón in patria) ed il peronismo di destra (nazionalisti, conservatori e le alte sfere della chiesa).

### Contro Perón
Esclusi da ogni forma di partecipazione politica, pur essendo tra i principali fautori del ritorno di Perón in Argentina, i Montoneros reclamavano potere e la realizzazione delle istanze neosocialiste che da sempre avevano immaginato per il proprio paese. Perón, ormai vicino alla destra e degli ambienti conservatori, arrivò a scontrarsi con i Montoneros quando costoro eseguirono attentati per attirare l'attenzione e pretendere il potere che pensavano spettasse loro. Ne derivò una vera e propria dichiarazione di guerra tra movimento e governo.

### La Tripla A
José López Rega, segretario di fiducia di Perón, divenne ministro del nuovo governo, fondando una organizzazione paramilitare anticomunista illegale, la Alianza Anticomunista Argentina (detta "Tripla A"), per fronteggiare la dissidenza di sinistra e tutti i movimenti "marxisti", compresi i Montoneros - che marxisti non erano - e, ad esclusione del Partito Comunista dell'Argentina, che invece, per garantire l'esistenza del partito e la sopravvivenza dei suoi membri, appoggiò il governo militare di lì a poco instauratosi. Rega finanziò la Tripla A, prima che giungessero i fondi occulti dagli Stati Uniti, con i fondi destinati al suo ministero.

### Il discorso del 1º maggio 1974
Durante le celebrazioni della festa dei lavoratori, il presidente Perón, a fronte di una piazza gremita per la metà di simpatizzanti dei Montoneros, a seguito dei cori e degli slogan della piazza, rinunciò al suo discorso sul sindacalismo e si lanciò in una violenta invettiva contro il movimento montonero.
I rappresentanti ed i sostenitori del movimento se ne andarono sbigottiti da Plaza de Mayo, dove aveva avuto luogo il discorso, e dopo la morte di Perón, avvenuta esattamente due mesi dopo, l'organizzazione si diede alla clandestinità e annunciò il ritorno alla lotta armata per fronteggiare il peronismo ufficiale, in un caos che portò al golpe militare.

## Repressione e guerriglia sotto il regime militare

### I montoneros di fronte alla dittatura
Dal 1976, con il Processo di Riorganizzazione Nazionale, il regime militare al potere a seguito del colpo di Stato del 24 marzo 1976 impiegò ogni mezzo per reprimere e schiacciare qualsiasi forma di opposizione. I Montoneros continuarono a operare, con sempre maggiore difficoltà e con la crescente indifferenza della gente.
Il regime giustificava molti assassinii e rapimenti arbitrari come necessari per porre fine al "terrorismo" dei Montoneros. E molto spesso, quando una madre si recava in un commissariato per chiedere dove l'esercito avesse portato il proprio figlio rapito nella notte dai militari, le veniva detto che i "sedicenti militari" erano in realtà Montoneros, terroristi che rapivano cittadini inermi per scaricare la responsabilità sul governo.
La maggior parte dei guerriglieri e dei simpatizzanti dei Montoneros e del peronismo furono presto rapiti ed assassinati. Nel giro di poco tempo i quadri dirigenti del movimento furono individuati e in buona parte eliminati. Molti dei militanti dei Montoneros finirono nella lunga lista dei Desaparecidos, che in realtà annoverava una minoranza di presunti "pericolosi guerriglieri" rispetto ai molti inermi e innocenti cittadini, genericamente ritenuti simpatizzanti dei movimenti di sinistra, rapiti e uccisi dalla dittatura. I superstiti gruppi montoneros erano diretti da alcuni capi in gran parte fuggiti all'estero che rientravano temporaneamente in Argentina per coordinare le varie "offensive tattiche" che la guerriglia cercava di sferrare contro la repressione. Durante gli anni del regime militare l'organizzazione montonera in Argentina, dai militanti denominata semplicemente "la orga", era diretta dalla cosiddetto CN, la "Conduzione Nazionale", formata da un numero ristretto di dirigenti che si riunivano per coordinare l'attività di resistenza generalmente in Messico, a Madrid, a Parigi o a Cuba. Il dirigente più importante era Mario Firmenich, mentre gli altri componenti della CN nel 1978 erano Roberto Perdía, Fernando Vaca Narvaja, Raúl Yager e Horacio Mendizábal.

### Reazione e resistenza dei montoneros
I montoneros inizialmente sembrarono decisi ad intensificare la lotta contro il regime militare ricercando un accordo globale con il gruppo guerrigliero marxista dell'ERP per organizzare una struttura unificata guerrigliera, la cosiddetta OLA (Organizacion de Liberación Argentina). Si svolsero incontri tra i capi dei due gruppi e vennero discussi particolari operativi e ambiziosi piani per espandere l'attività di resistenza nelle aree rurali e per ricercare l'adesione nazionale e la simpatia internazionale. Ben presto questi progetti si rivelarono del tutto irrealistici di fronte alla violenza e alla brutalità della repressione attuata dal regime militare. I capi dell'ERP venne individuati e uccisi dai militari nel luglio 1976, la struttura guerrigliera venne gravemente intaccata ed entro il 1977 i dirigenti superstiti del gruppo marxista decisero di lasciare l'Argentina.
I guerriglieri montoneros cercarono invece di contrastare militarmente la repressione e di intensificare le azioni armate in alcune occasioni riuscendo a colpire importanti membri del regime. Nel primo anno dopo il colpo di Stato, vennero portate a termine dai montoneros quattrocento azioni e vennero uccisi o feriti trecento componenti delle forze armate, della polizia e del mondo imprenditoriale. Il 18 giugno 1976 il generale Cesáreo Ángel Cardozo, capo della polizia (Jefe de la Policía Federal) e uno dei principali teorici della repressione, venne ucciso dall'esplosione di una bomba collocata nella sua abitazione da una giovane militante montonera, Ana María González, un'amica intima e una compagna di studi della figlia del militare che quindi frequentava abitualmente la casa. Il 19 agosto 1976 fu ucciso da un gruppo di cinque guerriglieri (tre uomini e una donna) il generale Omar Actis, presidente del comitato organizzatore dei campionati mondiali di calcio previsti in Argentina nel 1978; il 5 marzo 1977 fu gravemente ferito da un gruppo di tre montoneros (due uomini e una donna), il ministro degli Esteri César Augusto Guzzetti; il 1º agosto 1978 un attentato dinamitardo colpì l'abitazione dell'ammiraglio Armando Lambruschini, la giovane figlia del militare e alcuni vicini rimasero uccisi.
I dirigenti montoneri, peraltro, inizialmente non compresero la pericolosità del nuovo regime militare e la brutale efficienza dei suoi metodi di repressione; al contrario alcuni capi, in particolare Mario Firmenich el pepe, sembrarono ritenere favorevole in prospettiva per la crescita del movimento montonero, l'assunzione diretta del potere da parte dei militari. Firmenich nel 1977 affermò che nel primo anno di dittatura le perdite montonere, inferiori a 1.500 militanti, erano state minori delle previsioni e ottimisticamente previde una crescita del prestigio del movimento e un corrispondente indebolimento del regime. Il capo montonero parlò di "fine della campagna offensiva della dittatura" e di possibilità di "controffensiva finale" nel 1978.

### Crisi del movimento
In realtà invece la repressione attuata con metodi terroristici dal regime militare stava indebolendo in modo decisivo i gruppi montoneri ancora attivi; inoltre la popolazione, paralizzata dall'azione dei militari, aveva definitivamente abbandonato ogni sostegno al movimento. L'attività dei montoneros durante i campionati di calcio 1978, decisa da una riunione della CN all'Avana su proposta di Firmenich, fu contraddittoria ed inefficace; si decise di non boicottare il torneo e di non intralciare lo svolgimento delle gare, vennero portate avanti, con modesti risultati, alcune campagne di propaganda per enfatizzare a livello internazionale la lugubre situazione argentina; vennero sferrati alcuni attentati incruenti simbolici contro strutture del potere che tuttavia vennero ignorati dai mezzi di comunicazione asserviti al regime. I mondiali di calcio furono un grande successo propagandistico per la giunta militare. Sorsero polemiche all'interno del movimento e ci furono anche dubbi sull'azione di Firmenich; sono state sollevati sospetti su possibili accordi diretti tra l'ammiraglio Massera e lo stesso Firmenich in cui, in cambio di denaro, il capo montonero avrebbe garantito la sospensione dell'attività di guerriglia durante i campionati. I dirigenti montoneri, pur affermando che ci furono durante la dittatura tentativi di mediazione tramite la chiesa cattolica, peraltro sempre rifiutati dal regime militare, hanno categoricamente escluso accordi segreti direttamente con i capi della giunta.
Dopo i campionati del mondo di calcio, la CN montonera, interpretando in modo errato l'evoluzione della situazione argentina, ritenne di potere sferrare nel 1979 una "controffensiva" che invece si concluse in un disastro per il movimento. L'apparato repressivo del regime era al massimo della sua efficienza e i centri di detenzione e tortura erano in piena attività; numerosi militanti furono individuati, catturati o uccisi dalla repressione; molti nuclei attivi furono eliminati; Horacio Mendizábal, inviato in Argentina per coordinare la velleitaria controffensiva, venne ucciso dai militari.